# Kursächsischer Grenzstein Oberlößnitz
Der Kursächsische Grenzstein in Oberlößnitz steht auf dem Anwesen des Ermelhauses im Stadtteil Oberlößnitz der sächsischen Stadt Radebeul, im Augustusweg 112 inmitten des Denkmalschutzgebiets Historische Weinberglandschaft Radebeul.

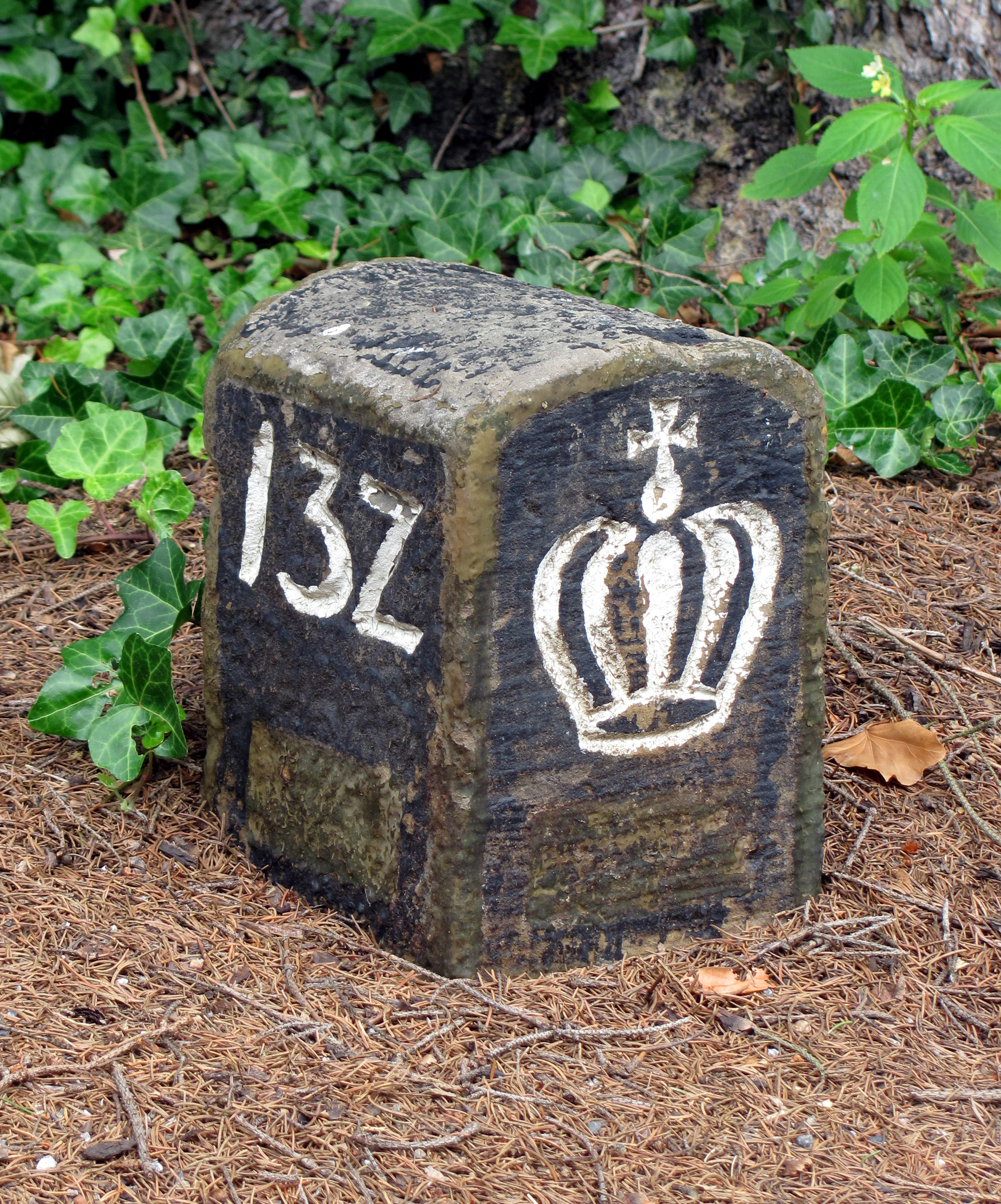
Kursächsischer Grenzstein Oberlößnitz

## Beschreibung
Der Kursächsische Grenzstein ist ein Kleindenkmal, das unter Kulturdenkmalschutz steht.
Der im Gelände stehende kurfürstliche Grenzstein ist kubisch mit gerundeter Oberseite. Er ist mit dem Kurhut, einer heraldischen Rangkrone mit fünf Bügeln und dem Reichsapfel an der Spitze, bezeichnet sowie der Inschrift 132. Die Gravierungen sind derzeit farblich falsch gefasst.